# Christophe Robert (sociologue)
Pour les articles homonymes, voir Christophe Robert (homonymie).
Christophe Robert, né le 19 mars 1972 à Paris, est un sociologue français, délégué général de la fondation pour le Logement des défavorisés depuis janvier 2015.

## Biographie
En 2006, il soutient une thèse de doctorat en sociologie à l'université Paris-Nanterre (Paris X) sur les groupes tsiganes en France.
Après avoir enseigné à l'université de Cergy-Pontoise, il est chercheur, pendant dix ans, au sein du cabinet FORS Recherche sociale sur les sujets de l'habitat, de la politique de la ville, de l'exclusion et du développement culturel.
Il est ensuite engagé par la Fondation, comme directeur des études, puis délégué général adjoint, puis délégué général (2015). 
Il y coordonne depuis 2004 le Rapport annuel sur l'état du mal-logement en France. C'est la Fondation qui a mis au premier plan ce néologisme. Le travail coordonné par Christophe Robert consiste à la fois à produire de la connaissance sur ce sujet et à l'imposer à l'agenda politique, dans une « relation circulaire entre recherche et action associative ». La Fondation commande des études à des chercheurs pour alimenter le rapport annuel et ainsi soutenir l'action de l'association.
Il est membre de plusieurs commissions nationales : commission consultative des gens du voyage, commission solidarité et renouvellement urbains, conseil national des villes. Il fait partie du collège des personnes qualifiées, nommées par arrêté ministériel, du Haut comité pour le Droit au Logement, anciennement Haut comité pour le logement des personnes défavorisées,.
En janvier 2024, un article de l'hebdomadaire La Gazette des communes lui est consacré, qui en donne une biographie assez fouillée.

## Prises de position
En décembre 2017, Christophe Robert dénonce le développement du mobilier urbain anti-SDF.
En janvier 2020, il déclare sur RTL que 15 millions de personnes sont confrontées à la crise du logement.
En février 2023, il appelle le ministre délégué au logement à des « moyens accrus » pour construire plus de logements sociaux, en soulignant que les femmes sont plus particulièrement touchées par les difficultés de logement, notamment les mères célibataires ou isolées.
En juin 2023, avec Olivier De Schutter, rapporteur spécial de l'ONU sur l'extrême pauvreté et les droits de l'homme, il cosigne une tribune dans Le Monde pour s'opposer à la loi contre l’occupation illicite des bâtiments, qu'ils soient vides ou non, et qui conduit, selon eux, à criminaliser les pauvres.
À l'occasion de la publication du rapport annuel sur l’état du mal-logement de la Fondation, il rappelle les mots de l'abbé Pierre : « Il ne faut pas faire la guerre aux pauvres mais à la pauvreté ». Il pointe aussi la « chute brutale » de l’accès au logement social, et le rétrécissement du parc locatif privé, en raison notamment de l’« emprise croissante » des locations touristiques.
Le 19 juin 2024, invité par France Inter en qualité de délégué général de la Fondation et porte-parole d'une coalition associative et syndicale créée en réponse au contexte politique, il donne son point de vue sur l'enjeu des élections législatives françaises des 30 juin et 7 juillet 2024.
Le 18 juillet 2024, peu après la révélation des agressions sexuelles commises par l'abbé Pierre, il donne un entretien à France Inter, où, après avoir déclaré à propos de l'abbé  « Je lui en veux d'avoir fait souffrir ces femmes », il explicite les mesures prises pour retrouver toutes les victimes avec l'aide de l'agence Egaé fondée par Caroline de Haas.
À la rentrée 2024, Christophe Robert informe la presse que la Fondation allait changer de nom et qu'elle avait initié les démarches à cet effet.
En novembre 2024, à l'arrivée de l'hiver, il craint que le scandale ne fasse baisser les dons à la Fondation, mais il entend continuer à se battre « pour les 3 000 enfants qui sont à la rue, les 330 000 SDF et les deux millions de personnes qui habitent dans un logement indigne ».

## Distinctions
- Chevalier de la Légion d'honneur
- Chevalier de l'ordre national du Mérite[4]

## Ouvrages (sélection)
- 2004 : Agir concrètement contre les discriminations, Profession banlieue, 64 p.  (ISBN 2-913125-49-2)
- 2007 : Éternels étrangers de l'intérieur ? : les groupes tsiganes en France, Desclée de Brouwer, 452 p.  (ISBN 978-2220-05855-9)[19]
- 2007 : Logement et cohésion sociale : le mal-logement au coeur des inégalités, co-écrit avec Didier Vanoni, Alternatives sociales, 234 p.  (ISBN 978-2-7071-4997-8)[20],[21]
- 2014 : Crise du logement : bien la comprendre pour mieux la combattre, co-écrit avec Anne-Claire Vaucher et Manuel Domergue, le Cavalier bleu éditions, 182 p.  (ISBN 978-2-84670-543-1)
- 2016 : Sortir du mal-logement, c'est possible, Les éditions de l’Atelier (en coll.), 176 p.
- 2024 : Pour les sans-voix, écrit en collaboration avec Éric Maitrot, Arthaud, 299 p.  (ISBN 978-2-08-029023-6)[22]